# Kråkeneset (Sveio)
Ne doit pas être confondu avec Kråkeneset.
Kråkeneset est une île norvégienne dans le landskap Sunnhordland du comté de Vestland. Elle appartient administrativement à Sveio.

## Géographie
Rocheuse et couverte d'arbres, elle s'étend sur environ 361 m de longueur pour une largeur approximative de 310 m. 